# Baron Bloomfield

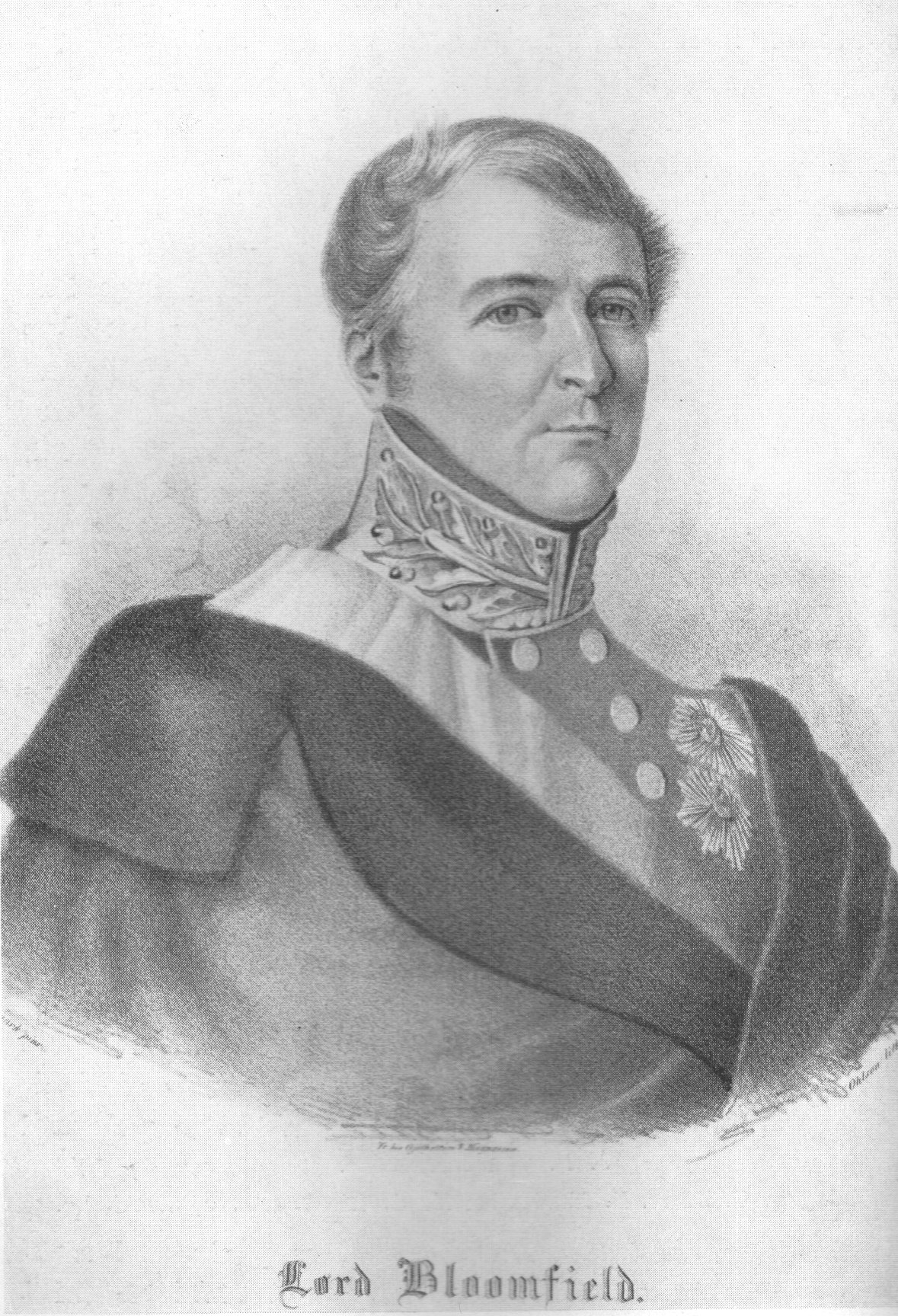
Benjamin Bloomfield, 1. Baron Bloomfield

Baron Bloomfield war ein erblicher britischer Adelstitel, der je einmal in der Peerage of Ireland und in der Peerage of the United Kingdom verliehen wurde.
Erstmals wurde am 14. Mai 1825 in der Peerage of Ireland der Titel Baron Bloomfield, of Oakhampton and Redwood in the County of Tipperary, für den Militär, Diplomaten und Politiker Sir Benjamin Bloomfield geschaffen.
Dessen Sohn, der John Bloomfield, 2. Baron Bloomfield, war britischer Botschafter in Österreich-Ungarn und wurde anlässlich seines Ausscheidens aus diesem Amt am 7. August 1871 in der Peerage of the United Kingdom zum Baron Bloomfield, of Ciamhaltha in the County of Tipperary, erhoben. Da er jedoch kinderlos blieb, erloschen beide Titel bei seinem Tod am 17. August 1879.

## Liste der Barone Bloomfield (1825)
- Benjamin Bloomfield, 1. Baron Bloomfield (1762–1846)
- John Bloomfield, 2. Baron Bloomfield, 1. Baron Bloomfield (1802–1879)